# Pauser
Pauser — хорватский пистолет-пулемёт кустарного производства, собиравшийся на заводах компании Pauzar (Осиек). Использовался в годы войны в Хорватии.

## Описание
Ударно-спусковой механизм, затвор и ствол заимствованы от MP-40, рукоять взята от HK MP5. Использовался магазин на 32 патрона типа 9x19 mm Parabellum. Возможно ведение одиночного и непрерывного огня. Несмотря на название, никаких частей от Mauser C96 или Mauser 98k в его составе нет (если не учитывать возможность использования патронов 9x19 mm в оригинальном C96).